# Пеллегрини, Карлос
Ка́рлос Энри́ке Хосе́ Пеллегри́ни (исп. Carlos Enrique José Pellegrini; 11 октября 1846 — 17 июля 1906) — аргентинский адвокат и политик. Занимал должности вице-президента Аргентины в 1886—1890 годах и президента в 1890—1892 годах. За недолгое время правления способствовал выходу страны из глубокого кризиса, а также основал Банк аргентинской нации.